# Enrico Adelelmo Brunetti
Enrico Adelelmo Brunetti, född den 22 maj 1862 i London, död den 21 januari 1927 i London, var en brittisk entomolog och musiker.
Brunetti komponerade för orkester och piano. På fritiden studerade han entomologi, särskilt tvåvingar. 1904 gjorde han en musikresa till Nederländska Ostindien, Kina och Japan, där han kunde få ihop omfattande insektssamlingar under sin resa. Därefter bosatte han sig i Calcutta under 17 år och skrev många rapporter åt Indian Museum under sina sommarvistelser i Darjeeling. Han reste till Storbritannien på uppdrag av Thomas Nelson Annandale för att revidera dennes arbete på indiska tvåvingar vid British Museum under ett år. 1921 återvände Brunetti till Europa och anställdes av Imperial Bureau of Entomology för att identifiera prover. Han insjuknade under en vistelse i Paris vintern 1926-27 och avled på ett sjuhus i London.
Före sin död skänkte han sitt bibliotek och sin samling bestående av 80 000 prover till Natural History Museum, museet har även hans handskrifter bestående av 56 brev och två inbundna volymer om afrikanska och australasiska tvåvingar.
1910 uppkallade Thomas Nelson Annandale tvåvingesläktet Brunettia efter Brunetti.
Auktorsnamnet Brunetti kan användas för Enrico Adelelmo Brunetti i samband med ett vetenskapligt namn inom zoologin; se Wikipedia-artiklar som länkar till auktorsnamnet.